# Ministerie van Buitenlandse Zaken (Polen)
Het Ministerie van Buitenlandse Zaken (Pools: Ministerstwo Spraw Zagranicznych, MSZ) is het Poolse ministerie dat verantwoordelijk is voor de buitenlandse politiek van het land. Tot de taken behoren onder meer:
- het onderhouden van de betrekkingen met andere landen en internationale organisaties
- het leidinggeven aan en onderhouden van de Poolse diplomatieke dienst
- het behartigen van de belangen van Poolse burgers in het buitenland
- samenwerking met Poolse gemeenschappen in het buitenland
- Europese integratie

## Ministers na 1989
- Krzysztof Skubiszewski (1926-2010) (partijloos) (12 september 1989 - 25 oktober 1993)
- Andrzej Olechowski (1947) (partijloos, eig. BBWR) (26 oktober 1993 - 6 maart 1995)
- Władysław Bartoszewski (1922-2015) (partijloos) (7 maart 1995 - 22 december 1995)
- Dariusz Rosati (1946) (partijloos, namens SdRP) (29 december 1995 - 31 oktober 1997)
- Bronisław Geremek (1932-2008) (UW) (31 oktober 1997 - 30 juni 2000)
- Władysław Bartoszewski (1922-2015) (partijloos) (30 juni 2000 - 19 oktober 2001)
- Włodzimierz Cimoszewicz (1950) (SLD) (19 oktober 2001 - 5 januari 2005)
- Adam Daniel Rotfeld (1938) (partijloos) (5 januari 2005 - 31 oktober 2005)
- Stefan Meller (1942-2008) (partijloos) (31 oktober 2005 - 9 mei 2006)
- Anna Fotyga (1957) (PiS) (9 mei 2006 - 16 november 2007)
- Radosław Sikorski (1963) (PO) (16 november 2007 - 22 september 2014)
- Grzegorz Schetyna (1963) (PO) (22 september 2014 - 16 november 2015)
- Witold Waszczykowski (1957) (PiS) (16 november 2015 - 9 januari 2018)
- Jacek Czaputowicz (1956) (partijloos) (9 januari 2018 - 20 augustus 2020)
- Zbigniew Rau (1955) (PiS) (20 augustus 2020 - 27 november 2023)
- Szymon Szynkowski vel Sęk (1982) (PiS) (27 november 2023 - 13 december 2023)
- Radosław Sikorski (1963) (PO) (sinds 13 december 2023)